# ブリスベン港
ブリスベン港（ブリスベンこう、英: Port of Brisbane）は、オーストラリアクイーンズランド州都ブリスベンの港。ブリスベン川河口に位置する。
国内第3位の規模を持つ港で、最も急速に成長しているコンテナ港。
Port of Brisbane Corporation (PBC) により運営されている。